# 1818 en photographie
| Années de la photographie : 1815 - 1816 - 1817 - 1818 - 1819 - 1820 - 1821    |
| Décennies de la photographie : 1780 - 1790 - 1800 - 1810 - 1820 - 1830 - 1840 |

Cet article présente les faits marquants de l'année 1818 en photographie.

## Naissances
- 9 janvier : Antoine Samuel Adam-Salomon, sculpteur et photographe français, mort le 28 avril 1881.
- 31 janvier : Joséphine Dubray, photographe française, date de mort inconnue.
- 13 février : Anton Melbye, peintre et photographe danois, mort le 10 janvier 1875.
- 23 mai : Paolo Salviati, photographe italien, actif à Venise et Padoue, mort le 20 janvier 1894.
- 9 juillet : Alphonse Plumier, photographe belge, mort le 10 mai 1877.
- 20 juillet : Pierre Trémaux, architecte, anthropologue et photographe français, mort le 12 mars 1895.
- 18 août : Henri Le Secq, peintre et photographe français, mort le 24 décembre 1882.
- 28 novembre : William Edward Kilburn, photographe britannique, mort le 11 décembre 1891.
- Date précise non renseignée ou inconnue :
  - Antonio D'Alessandri, photographe italien, mort en 1893.
  - Franjo Pommer, photographe croate, mort le 19 février 1879.